# Antonio Juliano
Antonio Juliano (Nápoles, 26 de dezembro de 1942 – 13 de dezembro de 2023) foi um futebolista italiano que atuou como meio-campista.

## Carreira
Sua carreira está ligada diretamente com o Napoli, onde jogou de 1961 a 1978. Com o clube napolitano, conquistou duas copas nacionais. Encerrou a mesma em 1979, aos 36 anos de idade, pelo Bologna.
Juliano atuou pela Seleção Italiana, com a qual venceu o Campeonato Europeu de 1968 e foi vice-campeão da Copa do Mundo FIFA de 1970.

## Morte
Juliano morreu em 13 de dezembro de 2023, aos oitenta anos.

## Títulos
- Campeonato Europeu de Futebol de 1968 - campeão

### Campanhas de destaque
- Copa do Mundo FIFA de 1970 - 2.º lugar